# Hayao Nakayama
Hayao Nakayama (中山 隼雄?, Nakayama Hayao; Tokyo, 21 maggio 1932) è un imprenditore giapponese.
È stato presidente e amministratore delegato di Sega dal 1983 al 1999.